# 环境保护
環境保護，簡稱環保，是在個人、組織或政府層面，為大自然和人類福祉而保護自然環境的行為。由於工業發展導致環境污染問題過於嚴重，損害生態環境，部份更達到無法挽回的地步，觸發各工業化國家對環境的重視，繼而利用國家法律法規去規管和處理污染問題，並作出宣傳使全社會注意污染對環境的深遠影響。自1960年代起，環保運動已漸漸令大眾更重視身邊的各種環境問題。
學術機構現在提供課程，如環境研究、環境管理和環境工程等，教授環境保護歴史和方法。保護環境需要人類的各種活動。廢物生產、空氣污染、生物多樣性滅絕（物種入侵和滅絕所致）都是環保的相關議題。環境保護有三個相關因素：環境立法、道德與教育。這些因素都對國家環保決策和個人環境價值與行為產生影響。
一項研究顯示，環境保護是普世價值之一，也就是說，所有的社會都注重環境保護。

## 歷史
1962美国生物学家蕾切尔·卡逊出版《寂靜的春天》，书中阐释了农药杀虫剂对环境的污染和破坏作用，由于该书的警示，美国政府开始对剧毒杀虫剂问题进行调查，并于1970年成立了环境保护局，各州也相继通过禁止生产和使用剧毒杀虫剂的法律。
1972年6月5日至16日由联合国发起，在瑞典斯德哥尔摩召开“联合国人类环境会议”，提出《人类环境宣言》，是环境保护事业正式引起世界各国政府重视的开端。

## 方式

### 自愿环保协定
在工业国家中，自愿协定常常为公司提供平台，使其超越最低管制标准，为最佳的环保行动努力。在发展中国家，如拉丁美洲，这些协定常常用于弥补未能遵守的环保水平，即强制管制。
挑战在于这些协定的基础数据、目标、监控和报告。由于评估效力存在难度，标准的使用常常存在问题，显然，环境可能会因此受到负面影响。在发展中国家，应用最关键的好处在于这有助于建立环保管理能力。

### 生态系统方式
用生态系统处理方式来进行资源管理和环境保护，旨在面对复杂的生态系统整体而不是应对某个单一问题或是挑战。在这一方式下，理想的决策过程会包含政府各个层级、各个部门，以及工业、环保组织、社区的代表的计划和决策。这一方式在理想中能够支持更加良好的訊息共享、建立矛盾调解策略，改良地方环境保护。

### 国际环境协定

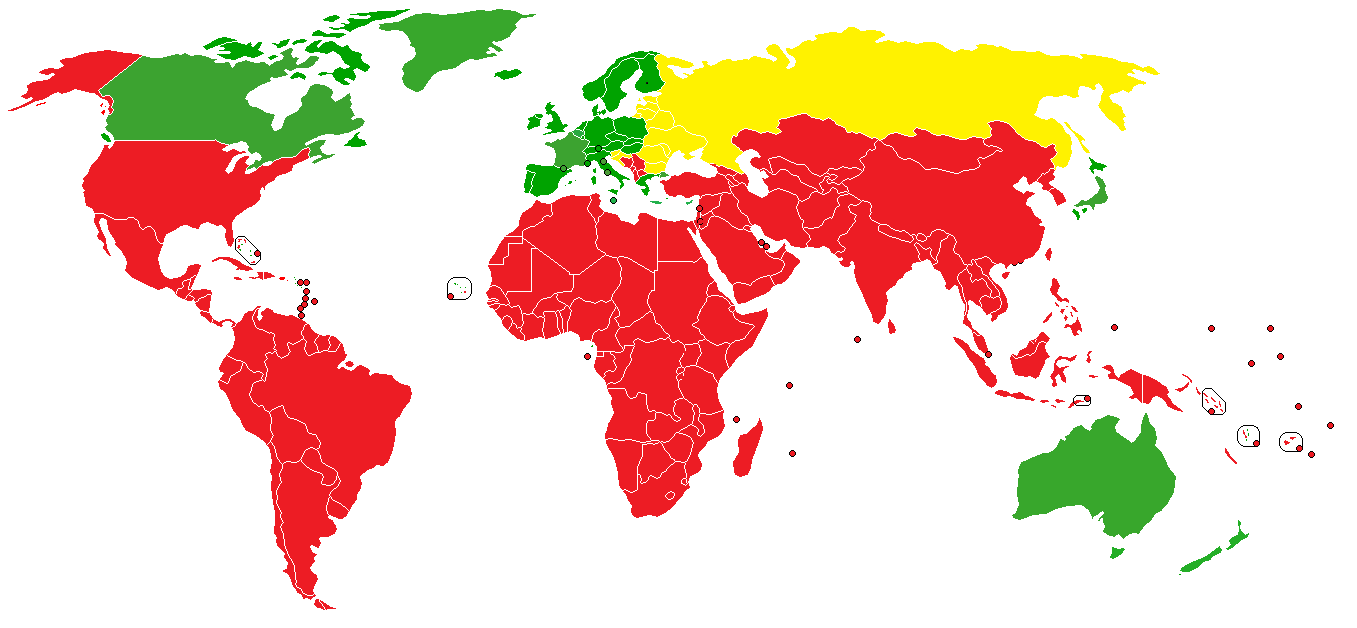
京都议定书委员会地图，2010年

地球上很多的资源是脆弱的，因为它们会受到许多国家人类活动的影响。结果，许多国家尝试联合多国政府来缔结条约，对自然资源进行预防保护或管理人类活动。这些条约可能包括的因素有对气象、海洋、河流和空气的污染。这些国际环境条约有时是具有法律效力的文件，如果没有遵行，就要承担责任。有时，这些条约则是一些准则或是行为标准。这些条约有的历史悠久，在欧洲、美洲、亚洲的一些国际条约早在1910年起订立缔结。一些世界知名的条约包括：京都议定书、保护臭氧层维也纳公约和里约环境与发展宣言。

## 各地环境保护
有关环境保护的讨论常常关注政府角色、立法和法律执行。然而，从广义来讲，环保问题匹夫有责，政府孤掌难鸣。就环境问题的决策来说包括许多成员，如工业、当地群体、环保组织和社区代表。渐进地讲，环保决策过程包罗万象，需要多国合作。
许多宪法支持环保的基本权利，许多国际条约承认在健康环境居住的权利。同样，很多国家有相应的组织和机构负责环境保护。国际环境保护组织也有许多，如联合国环境署。
虽然环保不是政府机构的简单责任，很多人认为这些机构是建立和保持基本标准的主角，既保护环境，也保护与之互动的人类。

### 坦尚尼亞

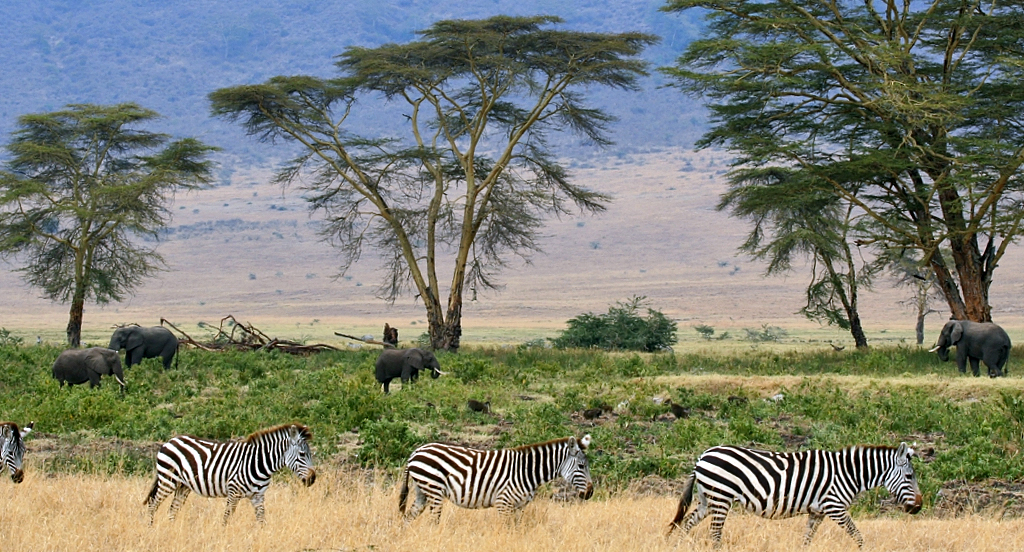
坦桑尼亚塞伦盖蒂平原斑马

坦桑尼亚被认为是非洲生物多样性最多的国家。几乎40%的土地被列为保护地网络，包括一些国家公园。对自然环境的关注包括因人口增长，农业扩张、污染、伐木和烧柴对生态系统的损害和栖息地的丧失等问题。

#### 历史
坦桑尼亚的环境保护自德国占领东非时（1884-1919）开始以殖民保护法对狩猎地和森林进行保护，而限制也对当地人传统活动，如狩猎、伐木烧柴和放牧做了约束。在1948年，塞伦盖蒂平原正式为东非野猫建立了第一个国家公园。自1983年起，通过建立国家环境管理委员会和环保法，环境管理更加深入，上升到国家层面。

#### 政府保护
生物圈部门是政府对环境监管的主要部门。通过制定政策、协调和监管环境问题、环境规划和政策导向性环境研究，部门得以运行。1983年当国家环境管理法通过时，国家环境管理委员会成立。委员会的角色在于向政府和国际社会就环保问题提建议。委员会的任务有：提供技术性支持；协助技术性活动；建立执法指导方针和步骤；评估、监管和评价活动对环境的影响；倡导和协助传递环保信息和交流；支持科学知识的进步。
1997年全国环境政策是坦桑尼亚环境决策的框架。政策目标在于：
- 确保资源可持续、公平使用，不会对环境造成破坏或是损害健康、危及安全
- 预防和控制土地、水、植被和空气退化
- 保护并增强自然和人文遗产，包括拥有多样物种的独特生态系统
- 改善环境，增强退化区域的生产力
- 增强环境与建设关系的理解与警醒
- 鼓励个人与社会参与
- 鼓励国际合作[12]

坦桑尼亚签署了一系列国际协约，包括1992年里约环境与发展宣言和1996年生物多样性公约。2004年环境管理法是第一项对环境管理决策全面的法律和制度性框架。法规中政策性工具包括使用：环境影响评估、战略性环境评估与对具体工业和生产征收污染税。法规的有效性只有随着时间推移才能显明，因为历史上，国家缺乏对环境法规的执行力度，缺乏有效工具来将环保目标付诸实践。

### 中國大陸

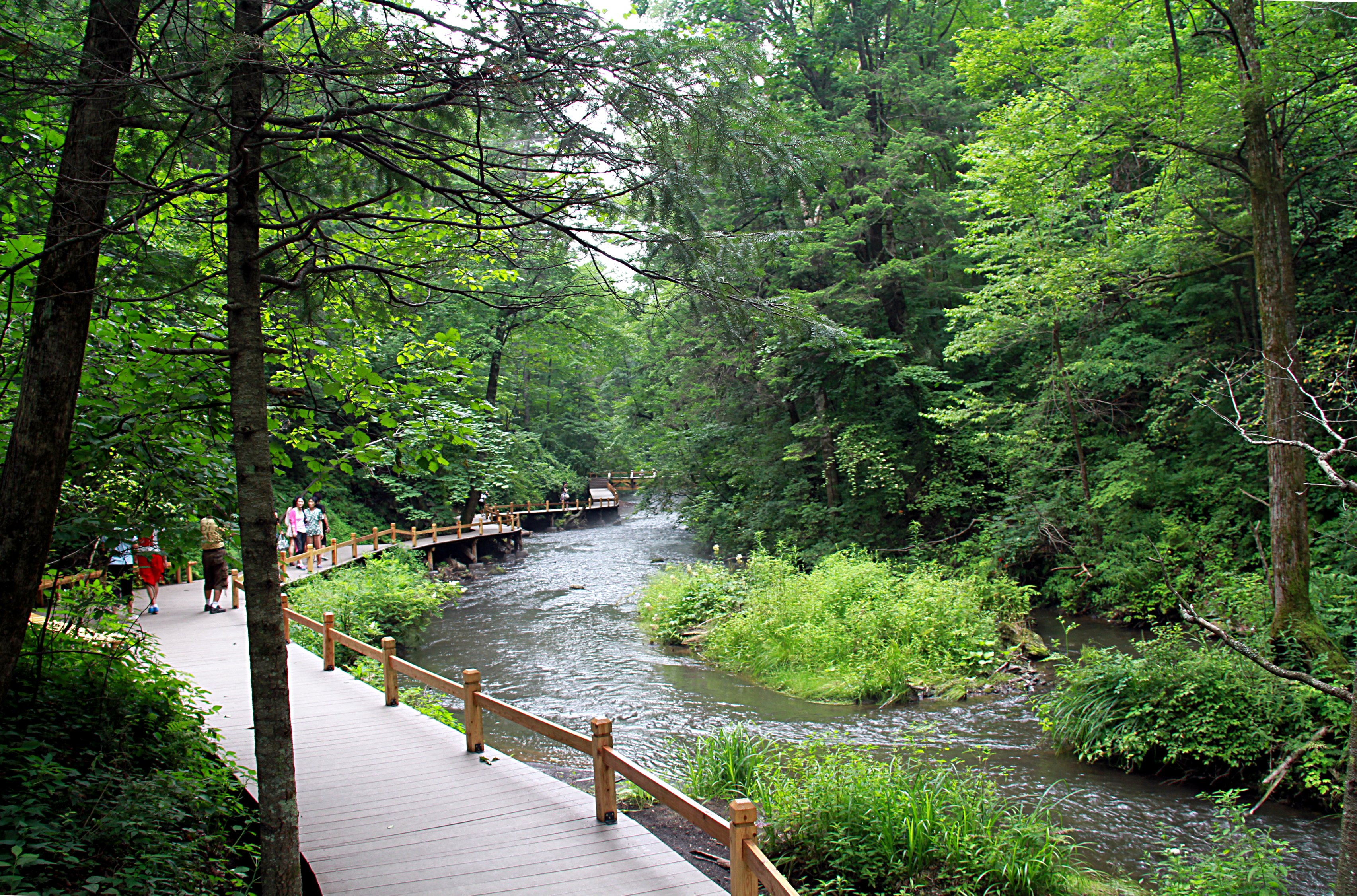
吉林省辉南县龙湾群国家森林公园是国家自然保护区

中国大陸的环境保护事业也是从1972年开始起步，北京市成立了官厅水库保护办公室，河北省成立了三废处理办公室共同研究处理位于官厅水库畔属于河北省的沙城农药厂污染官厅水库问题，导致中国大陸颁布法律正式规定在全国范围内禁止生产和使用DDT。1973年成立国家建委下设的环境保护办公室，后来改为有国务院直属的部级国家环境保护总局。各省（市、区）也相继成立了环境保护局（厅）。并设立环保举报热线「12369」和「网上12369中心」接受群众举报环境污染事件。
2018年3月17日，中華人民共和國生態環境部正式成立，主要由原環境保護部改組而成。
十三五規劃中將環保列為重點，尤其是空氣和河川汙染。政府的环境保护部门主要职责是执行各级议会（人民代表大会）制定的控制污染物排放政策，鼓励开发污染物排放控制技术以控制污染，保护和改善环境。
| 命令与管制方法         | 经济激励               | 自愿机制       | 公众参与     |
| ---------------------- | ---------------------- | -------------- | ------------ |
| 基于浓度的污染排放控制 | 污染税                 | 环境标示系统   | 清理运动     |
| 基于质量控制的全省排放 | 未能履行罚款           | ISO 14000系统  | 环保意识运动 |
| 环保影响评估           | 排污许可系统           | 清洁生产       | 空气污染指数 |
| 三项同步系统           | 硫排放费用             | 非政府组织     | 水质量曝光   |
| 驱动贸易最后期限       |                        | 管理许可听证会 |              |
| 中央污染控制           | 节能产品补贴           |                |              |
| 两个履行政策           | 高污染企业拒绝信用管控 |                |              |
| 环保补偿费用           |                        |                |              |

环境污染和生态退化导致中国大陸经济损失。2005年，经济损失（主要为空气污染）在中国大陸GDP中占7.7%。这一数字在2002年增长到10.3%，水污染带来的经济损失（6.1%）开始超过空气污染带来的经济损失。
以GDP增长来看，中国大陸位居世界前列（过去10年为9.64%）。然而，高速经济增长对环境带来巨大压力，中国大陸所面对的环境挑战大于其他国家。2010年，在环境绩效指数的163个国家中，中国大陸位列第121位。
中国大陸已经开始采取行动，保护环境，对抗环境恶化：
- 2007年，中国大陸对可再生资源的投资增长了18%，为156亿美元，在世界同领域投资中占10%)。[14]
- 2008年，中国大陸在环境上开销为GDP的1.49%，为2000年的3.4倍。[14]
- 在2008年，一氧化碳和二氧化硫排放与2005年相比分别减少了6.61%和8.95%。[14]
- 中国大陸的自然保护地也增加了力度，从1978年的34到2010年的2,538。自然保护地系统现在占全国的15.5%；高于世界平均水平。[14]

在过去30年中，中国大陸GDP高速增长成为资源利用低效率和高污染的典型。可持续发展、环境保护应该成为经济发展的综合内容。

### 拉美
联合国环境署确认了17个超级生物多样性国家。榜单包括6个拉美国家：巴西、哥伦比亚、厄瓜多尔、墨西哥、秘鲁和委内瑞拉。墨西哥和巴西出类拔萃，因为它们面积最大、物种种类和数量最多。这些国家对环境保护格外关系，因为他们面临着森林滥发、生态系统破坏、污染和人口膨胀。

#### 巴西

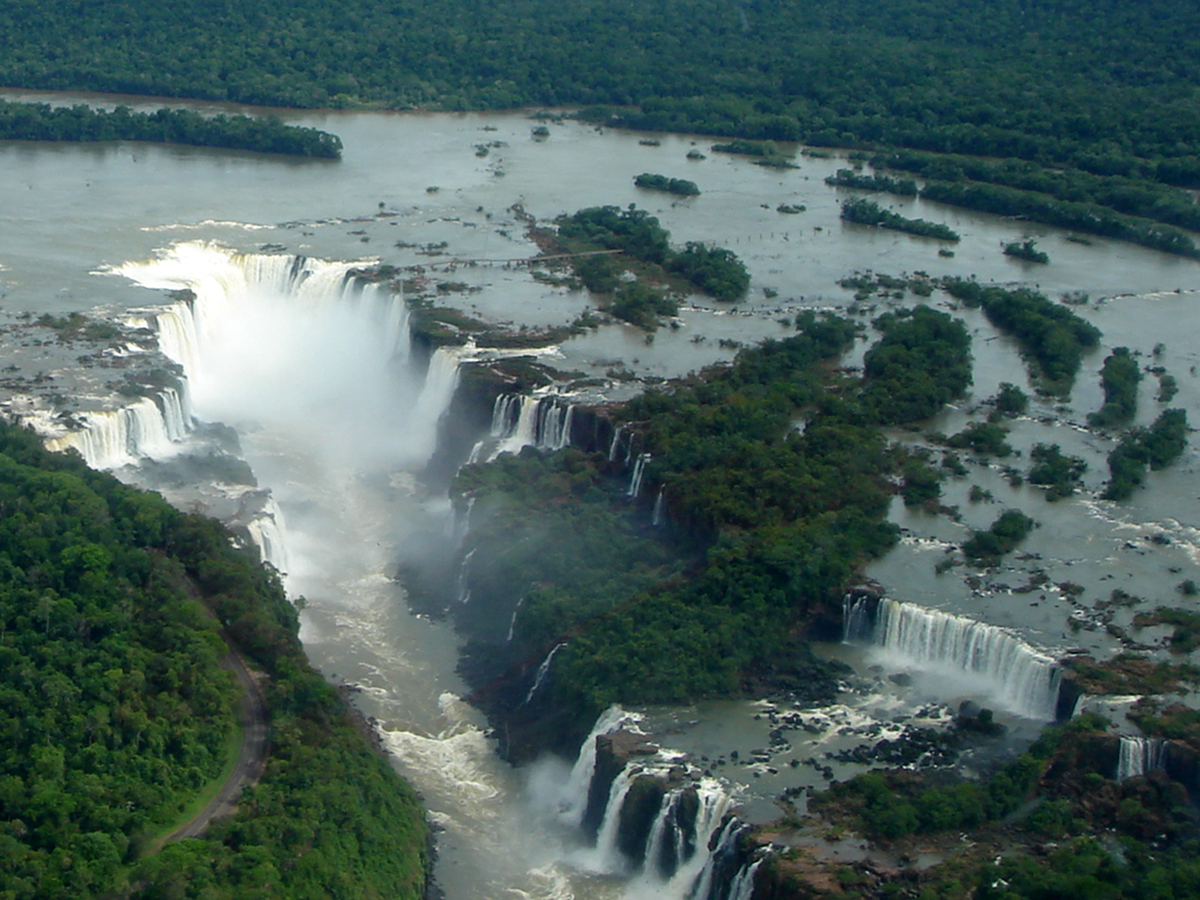
巴西伊瓜苏瀑布全景图

巴西拥有世界上最为广大的热带森林，为4,105,401平方公里（佔巴西國土面積48.1%），集中在亚马逊地区。巴西的生物多样性广大，在超级生物多样性国家中位列第一，在全球150万发现的物种中占据其中的15%-20%。
负责环境保护的组织是巴西环境部（Ministério do Meio Ambiente）。该部门在1973年成立，名为环境特别秘书处（Secretaria Especial de Meio Ambiente），几经易名后，在1999年定为现名。环保部负责以下问题：
- 为环境和水资源制定国家政策；
- 为生态系统、生物多样性和森林制定维护、保护和可持续使用的政策；
- 为改善环境质量，自然资源可持续使用提出战略性、机制性、经济性和社会性建议；
- 综合生产和环境政策；
- 环境政策和亚马逊法律项目；
- 生态系统和经济领域。

2011年，亚马逊保护地面积2,197,485平方公里（比格林兰面积大），保护单位，如国家公园比例刚刚过半（50.6%），原著地则为其余的49.4%。

#### 墨西哥
墨西哥有超过200,000的不同物种，占世界生物多样性的10–12%，在爬行动物生物多样性中排名第一，在哺乳类上位列第二——有估算称超过50%的动植物种居住在墨西哥。
墨西哥环保政策历史开始于二十世纪四十年代的水土保护法（Ley de Conservación de Suelo y Agua）。三十年欧，在七十年代，环境污染预防和控制法颁布（Ley para Prevenir y Controlar la Contaminación Ambiental）。
1972年，联邦政府首次直接回应环境污染对健康的影响，在健康与福利部内成立了管理组织，即环境改善秘书处（Subsecretaría para el Mejoramiento del Ambiente）。

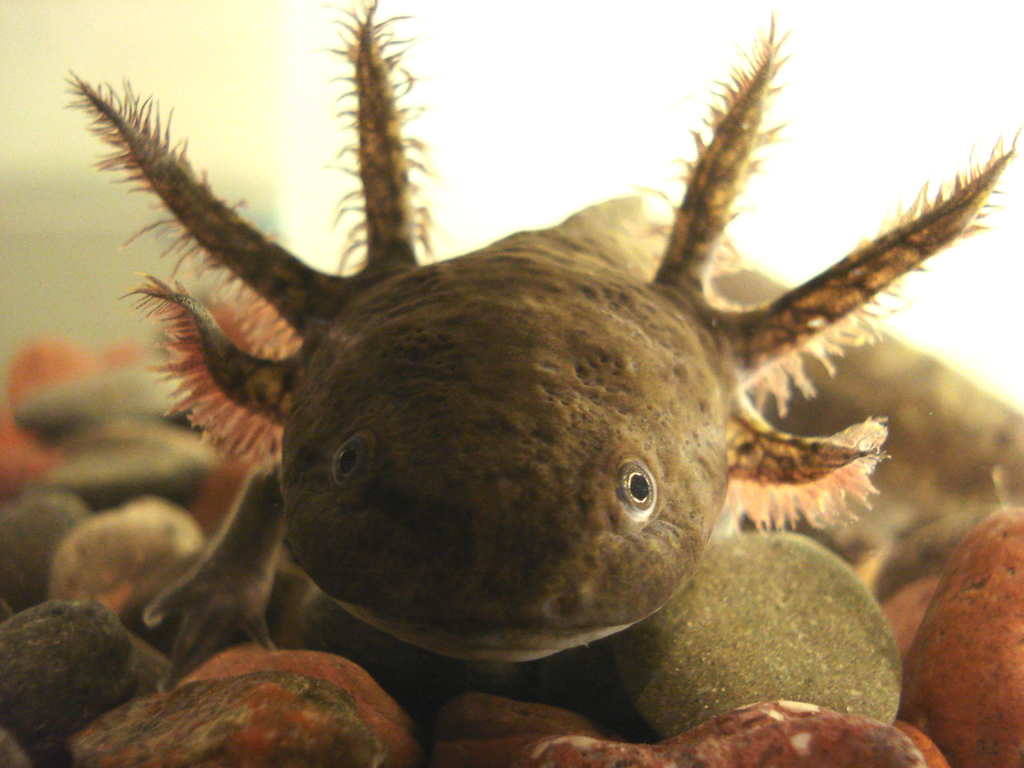
墨西哥钝口螈是墨西哥中部濒危物种

环境和自然资源秘书处（Secretaría del Medio Ambiente y Recursos Naturales）是墨西哥的环保部。环保部负责下列问题：
- 鼓励保护、恢复和维持生态系统、自然资源、物资与环境服务，促进可持续发展。
- 发展和建立自然资源的全国政策
- 在全国领域内倡导环境管理，与各级政府和私营部门协调
- 为发展计划和生态损失预防提供对环境影响评介
- 对气候变化和臭氧层保护建立全国政策
- 就国家气象、气候、水文和地理系统工作和研究进行指导，参与国际相关会议。
- 就水路进行保护和监管

2000年11月，保护地有127处；目前为174，占地25,384,818公顷，将联邦保护地从8.6%增加到12.85%。

### 澳洲

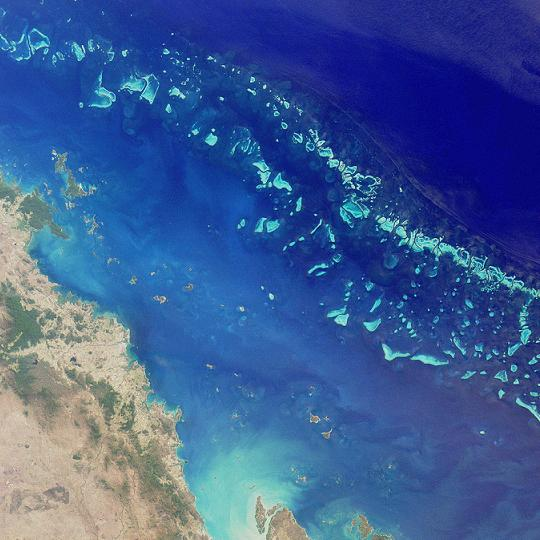
澳大利亚大堡礁是世界上最大的珊瑚礁群

2008年，澳大利亚有98,487,116公顷的保护地，占国土面积的12.8%。 2002年，土地面积的10.1%，水源保护地的64,615,554公顷在澳大利亚85个生物区中并不是很好的代表。
澳大利亚的自然保护源自1879年的第一个国家公园。更多自然保护进步在二十世纪六十年代和七十年代展开，主要国际项目有1972年联合国人类环境大会，1970年经济合作与发展组织的环境委员会，1972年的联合国环境署等。这些事件为公众觉悟和监管支持打下了基础。国家环境立法不规范、不全面。这一局面在1972年到1974年成立澳大利亚环境大会和自然保护部后被打破，组织论坛来协助国家和邻邦协同保护环境和制定政策。1991年，这些会议被澳大利亚和新西兰环境保护大会和环境保护与遗产大会取代。
在国家层面，1999年环境保护与生物多样性保护法是澳大利亚联邦的主要环保法。它主要关注的问题是国家和国际环境要点，如植物群、动物群、生态社区和文化遗产。它对联邦内的所有活动也具有法律效力，即监管所有影响自然的活动。
法案涵盖八个主要方面：
- 国家遗产景点
- 世界遗产
- 湿地公约
- 国家濒危、受威胁物种和生态群落
- 核能活动
- 大堡礁海洋公园
- 移栖物种
- 联邦水域

联邦保护地有的与当地原住民合作，如卡卡杜国家公园，有的生物多样性突出，如圣诞岛国家公园，或纵观全国的管理，如澳大利亚阿尔卑斯国家公园。
在国家层面上，环境保护任务主要交给州郡或地方。澳大利亚各州有自己的环境保护立法机构和相应组织。他们的法律功能相似，涵盖具体污染事件，如从工业到商业活动、水土使用、废物管理。大多数保护地由州和地方管理，州立法机构会对保护地进行各种定义，如野生性、国家土地和海洋公园、州森林和保护地等。国家也可以对空气、水和声音污染进行综合监管。
在地方层面，各个城市和地区当局可以过问国家尚未关注的事情。这包括非点性资源、或污染扩散，如工地沉淀物污染等。
澳大利亚在联合国2010人类发展指数中位列第二，在发达国家中GDP债务中靠后。这可以被视为以环境为代价的发展，因为澳大利亚是世界上煤炭出国大国和物种灭绝大国。一些人认为澳大利亚有责任进行环保改革，为世界作出榜样。

### 美國

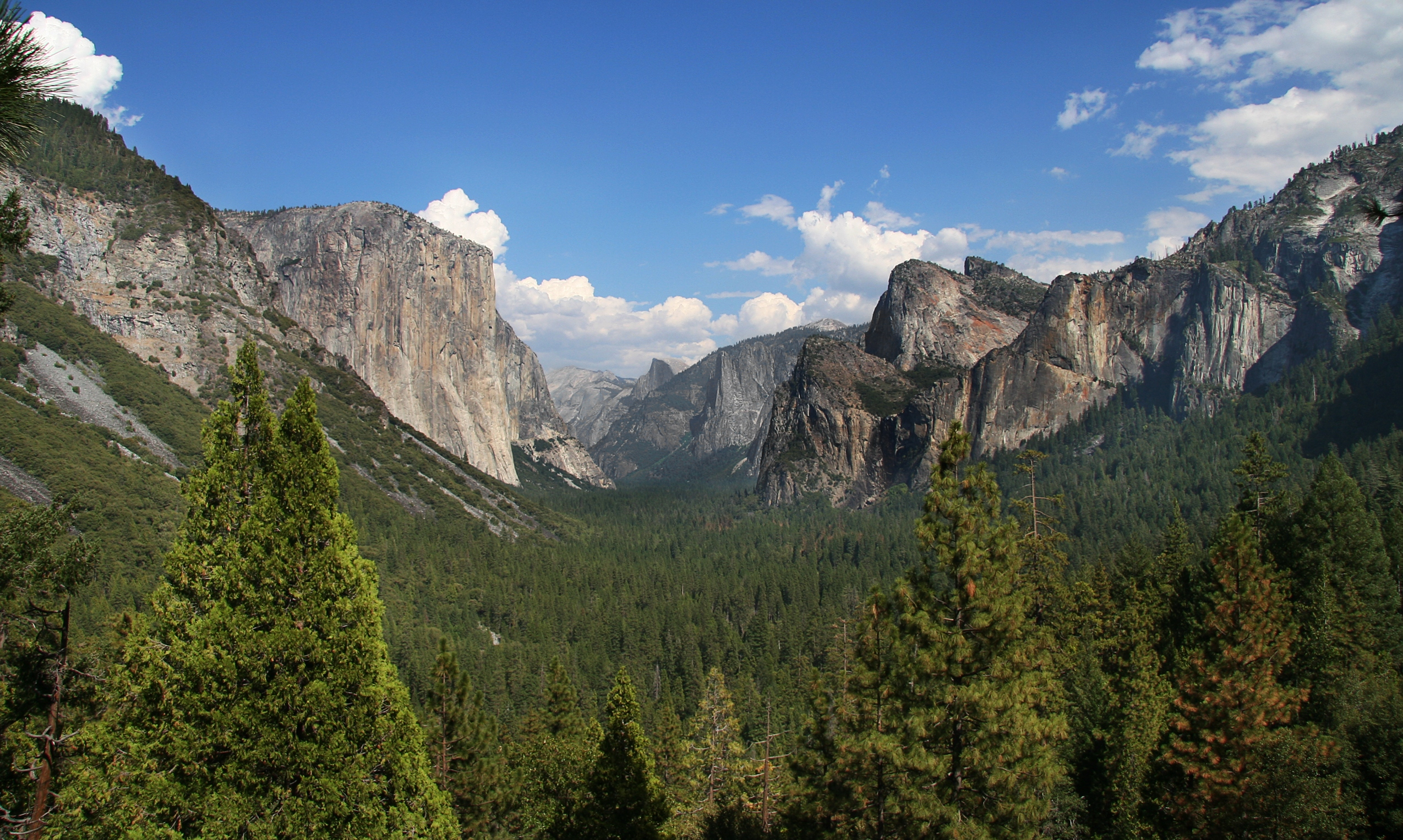
加利福尼亚州优胜美地国家公园是美国第一批保护地之一

自1969年起，美国国家环境保护局开始努力保护环境和人类健康。所有美国州郡都有相应的环保部门。
环保局起草了“环保局未来七要点”，为：
- 对气候变化采取行动
- 改善空气质量
- 安全使用化学物质
- 洁净社区
- 保护美国水源
- 与环保主义展开对话，为环境正义效力
- 建立强大的国家与印第安部落关系[44]

### 台灣
1971年3月行政院成立「衛生署」，衛生署下設立「環境衛生處」負責公共衛生設施、公共場所、食品加工廠衛生、垃圾與水肥等污物處理、環境衛生殺蟲劑之管理、空氣污染、水污染及噪音等公害；防治水污染則是由經濟部成立「水資源統一規畫委員會」的「水污染防治科」負責。
1982年1月行政院衛生署的環境衛生處升格為「環境保護局」，負責空氣污染、環境衛生、以及原本由經濟部負責的水污染防治，原本由警政署之交通噪音管制，另外新負責業務為：環境影響評估、廢棄物處理及管制毒性物質。
1987年8月22日行政院「環境保護局」升格為「行政院環境保護署」負責以下七項業務：
1. 綜合計畫
2. 空氣品質保護與噪音管制
3. 水質保護
4. 廢棄物管理
5. 環境衛生及毒物管理
6. 管制考核及糾紛處理
7. 環境監測及資訊

在聯合國於1993年初設立「聯合國永續發展委員會」之後，隔年1994年8月台灣成立「行政院全球變遷政策指導小組」，1997年8月23日將行政院全球變遷政策指導小組升格為「行政院國家永續發展委員會」，其中與環境保護相關的下轄單位包括：
- 氣候變遷與節能減碳工作分組
- 國土資源工作分組
- 生物多樣性工作分組

2002年11月立法院三讀通過「環境基本法」，「行政院國家永續發展委員會」的法律地位由原本的任務編組提升為法定委員會。
2003年1月地方縣市政府皆已成立環境保護局，台灣環境保護的各級政府組織已經完備。

## 挑战
- 发展中国家，如巴西和墨西哥等国的主要问题在于保护地被入侵，管理混乱。在巴西，保护地在增加，但是受到人类活动影响的挑战。伐木和采矿对保护地是巨大的潜在威胁。在1998年和2009年，保护地12,204平方公里的森林被砍伐，1,338个采矿权被许可，10,348个等待批准。一些人认为如果发展中国家要解决这些问题，就需要从预算中动用更多的资金。

- 非洲政府在环保机制上面临诸多挑战。例如在坦桑尼亚，保护地缺乏资金资源、管理混乱、腐败低效、非法伐木和偷猎屡禁不止。[11]由于许多土地被列为国家公园，当地居民不得不重新安置，在环保过程中没有参与。由于这些因素，近期有呼吁“公园留人”，以便鼓励并支持对土地更好的全面管理。[47]

- 由于澳州气候主要是沙漠和半干旱地带，大多数环保面临着有限的水资源管理问题。[48]虽然大量地带都将长期面临着类似问题，如墨累-達令流域，一些问题仍是环保的关键斗争。

- 以富兰克林河大坝為例：1979年，西塔斯马尼亚的富兰克林河规划建造水电站。这一计划的益处在于增加电力产量，为塔斯马尼亚失业率最高地区之一提供就业机会。[49]保守人士认为该地区原著点丰富，是澳大利亚最后的原始河流[50]。这一问题立刻成为环保争议的焦点，塔斯马尼亚荒野社会领导反抗运动。情况从州全民公决到对施工的公开抵制，最终导致联邦立法干预，以及最高法院诉讼。[51]州败诉，该地区在1981年成为富兰克林-戈登原始河流国家公园，是塔斯马尼亚荒野世界遗产地的一部分。[50]

## 外部連結

### 全球性
- （英文）Greenpeace International （页面存档备份，存于）
- （简体中文）联合国环境规划署 （页面存档备份，存于）、（英文）United Nations Environment Programme （页面存档备份，存于）

### 中國大陸
- （简体中文）中華人民共和國环境保护部 （页面存档备份，存于）
- （简体中文）环保热线12369

### 台灣
- 行政院環境保護署
- 能源之星
- 環保署綠色生活資訊網

### 香港
- 香港特別行政區政府環境保護署 （页面存档备份，存于）

### 澳門
- 澳門特別行政區環境保護局 （页面存档备份，存于）